# المجلس الثقافي البريطاني

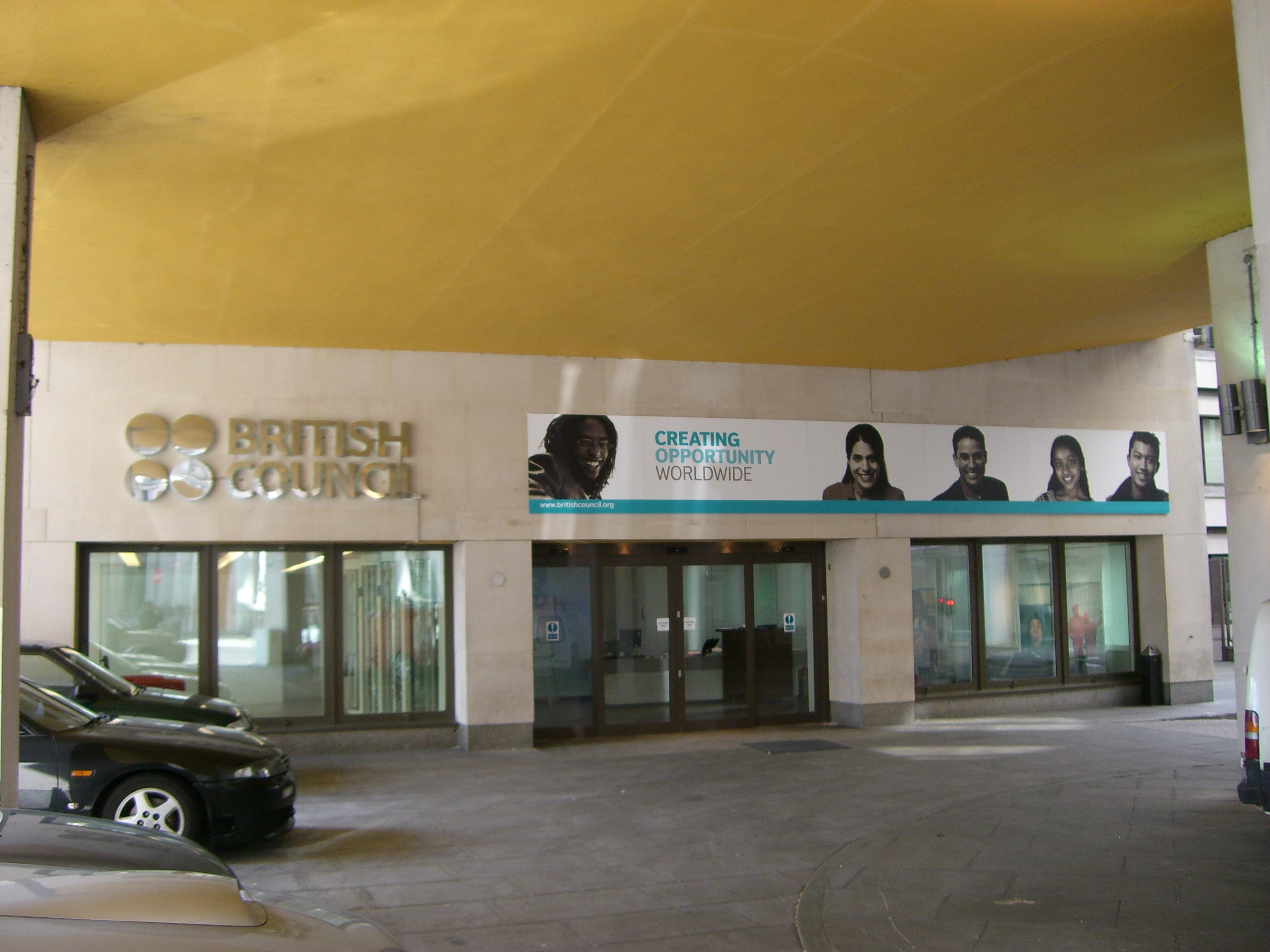
مبنى المركز في لندن

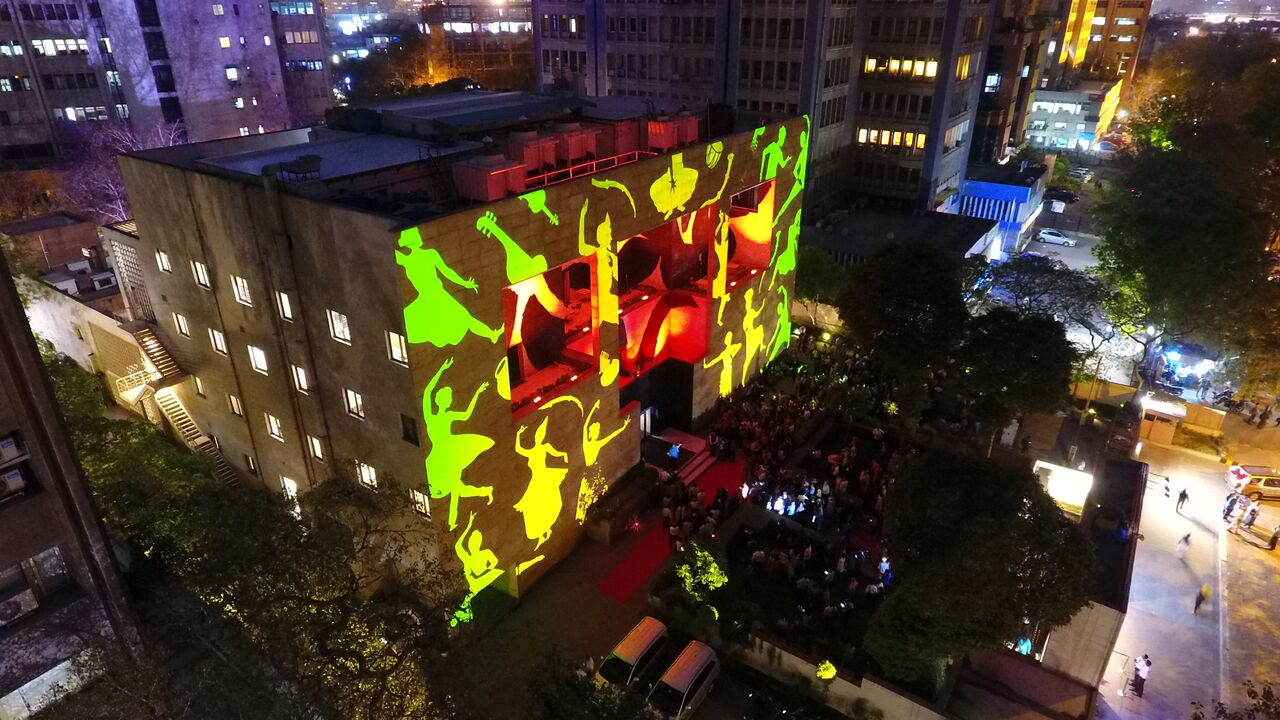
المركز الثقافي البريطاني في دلهي 6 April 2017

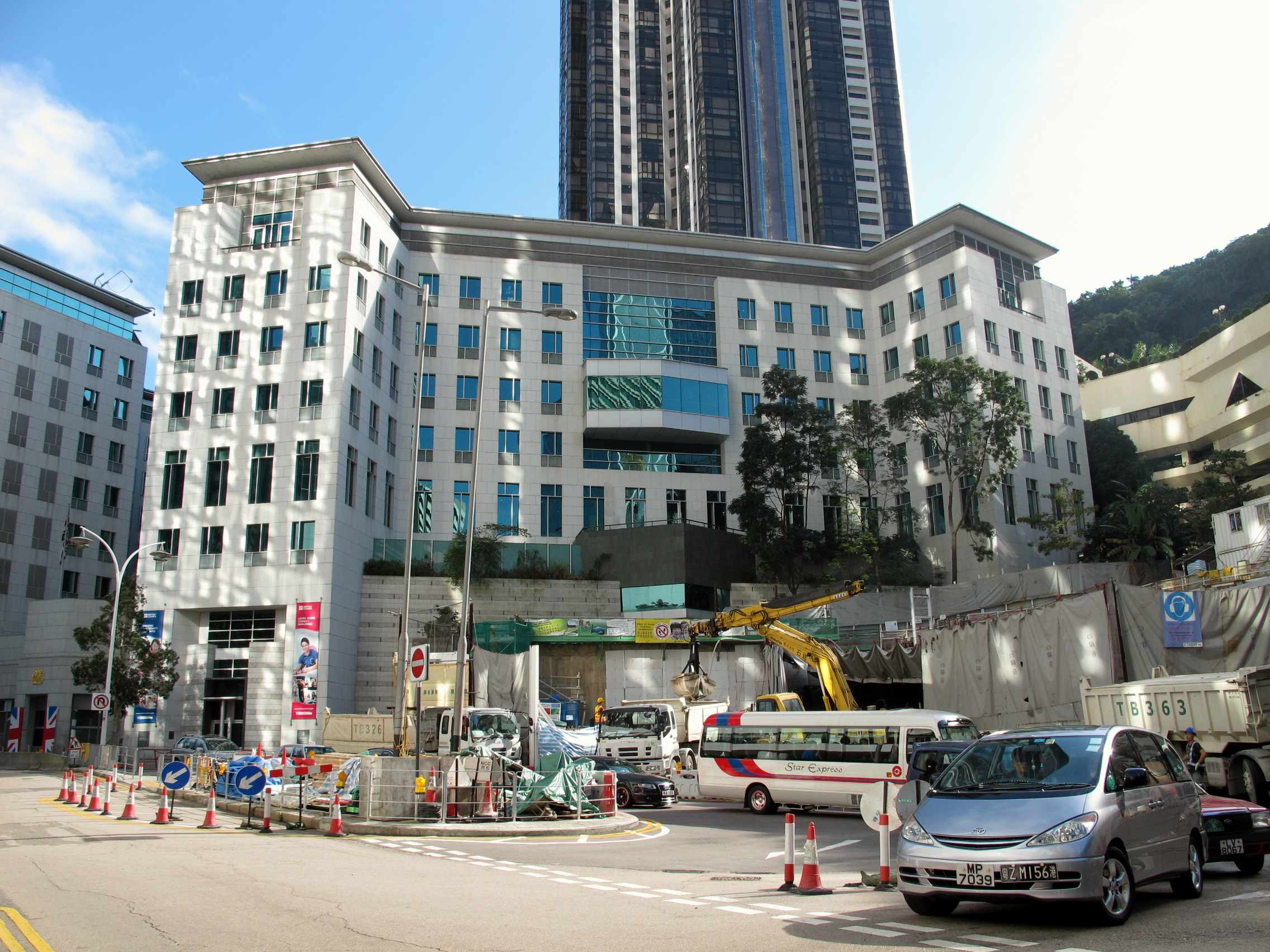
مبنى المركز في هونغ كونغ

المجلس الثقافي البريطاني (بالإنجليزية: British Council)‏ هو منظمة بريطانية مختصّة بالفرص الثقافية والتعليمية الدولية. يعمل في أكثر من 100 دولة على تعزيز المعرفة بالمملكة المتحدة واللغة الإنجليزية، ويشجع على التعاون الثقافي والعلمية والتكنولوجي والتعليمي مع المملكة المتحدة، ويسعى لتغيير حياة الناس من خلال الوصول إلى التعليم والمهارات والمؤهلات والثقافة والمجتمع في المملكة المتحدة.
المجلس مسجّل كهيئة خيرية في إنجلترا وويلز وسكوتلاندا ويحكمه الميثاق الملكي. كما أنه مؤسسة عامة وهيئة تنفيذية عامة غير حكومية.، تراعاه وزارة الخارجية ومكتب الكومنولث. يقع مقره في ساحة ترافلغار في لندن. الرئيس هو كريستوفر رودريغيز والرئيس التنفيذي هو السير سياران ديفان، كبير الموظفين هو أدريان غرير.

## وصلات خارجية
- المجلس الثقافي البريطاني- الموقع الإلكتروني للشرق الأوسط